# Kistarcsa
Kistarcsa  este un oraș în districtul Gödöllő, județul Pesta, Ungaria, având o populație de 11.460 de locuitori (2011). 

## Demografie
Componența etnică a orașului Kistarcsa
     Maghiari (94,31%)
     Slovaci (1,43%)
     Romi (1,38%)
     Necunoscut (1,14%)
     Alții (1,74%)
Componența confesională a orașului Kistarcsa
     Romano-catolici (34,8%)
     Fără religie (19,96%)
     Reformați (11,23%)
     Atei (2,09%)
     Luterani (2,07%)
     Necunoscută (28,89%)
     Alte religii (3,12%)
Conform recensământului din 2011, orașul Kistarcsa avea 11.460 de locuitori. Din punct de vedere etnic, majoritatea locuitorilor (94,31%) erau maghiari, existând și minorități de slovaci (1,43%) și romi (1,38%). Apartenența etnică nu este cunoscută în cazul a 1,14% din locuitori. Nu există o religie majoritară, locuitorii fiind romano-catolici (34,8%), persoane fără religie (19,96%), reformați (11,23%), atei (2,09%) și luterani (2,07%). Pentru 28,89% din locuitori nu este cunoscută apartenența confesională.